# Tour de Suisse 2004
Die 68. Tour de Suisse fand vom 12. bis 20. Juni 2004 statt. Sie wurde in neun Etappen über eine Distanz von 1437,8 Kilometern ausgetragen.
Gesamtsieger wurde Jan Ullrich, der die Rundfahrt von Anfang an dominiert hat und nur zwei Etappen nicht im gelben Leader-Trikot fuhr.
Die Rundfahrt startete in Sursee und endete in Lugano mit einem Einzelzeitfahren. Mit 41,781 km/h war die Tour de Suisse 2004 die schnellste Austragung dieser Rundfahrt.

## Etappen
| Etappe    | Tag      | Start – Ziel              | km    | Etappensieger   | Gesamtwertung |
| --------- | -------- | ------------------------- | ----- | --------------- | ------------- |
| 1. Etappe | 12. Juni | Sursee – Beromünster      | 173,6 | Jan Ullrich     | Jan Ullrich   |
| 2. Etappe | 13. Juni | Dürrenroth – Rheinfelden  | 169,9 | Robbie McEwen   | Jan Ullrich   |
| 3. Etappe | 14. Juni | Rheinfelden – Vallorbe    | 185   | Robert Hunter   | Jan Ullrich   |
| 4. Etappe | 15. Juni | Le Sentier – Bätterkinden | 211,6 | Robbie McEwen   | Jan Ullrich   |
| 5. Etappe | 16. Juni | Bätterkinden – Adelboden  | 161,7 | Robert Hunter   | Jan Ullrich   |
| 6. Etappe | 17. Juni | Frutigen – Linthal        | 185,4 | Niki Aebersold  | Jan Ullrich   |
| 7. Etappe | 18. Juni | Linthal – Malbun          | 133,7 | Georg Totschnig | Fabian Jeker  |
| 8. Etappe | 19. Juni | Buchs – Bellinzona        | 191,3 | Paolo Bettini   | Fabian Jeker  |
| 9. Etappe | 20. Juni | Lugano – Lugano           | 25,5  | Jan Ullrich     | Jan Ullrich   |